# ギュンター・ブレスニク

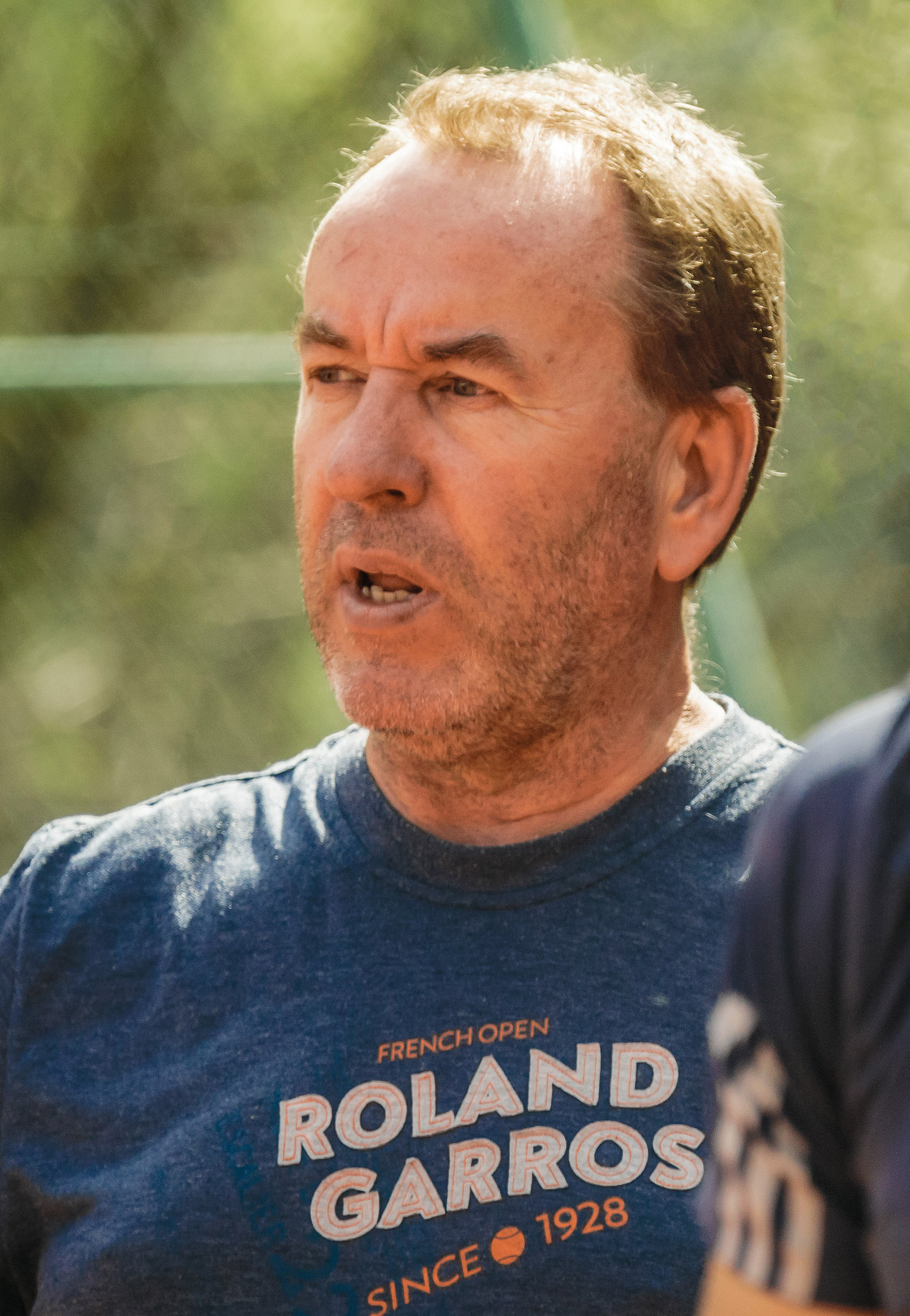

ギュンター・ブレスニク（Günter Bresnik、1961年4月21日 - ）は、オーストリア・ウィーン出身のテニスコーチ。1992〜1993年、1998〜2004年のデビスカップオーストリア代表監督である。エルネスツ・グルビス（2011年ウィンブルドン後～2016年全仏オープン前）やドミニク・ティーム（2004年～2019年4月）のコーチを務めた。

## 来歴
ボリス・ベッカー、アンリ・ルコント、パトリック・マッケンロー、パトリック・バウア等の元コーチである。